# 나눗셈기호

3가지 유형의 나눗셈기호

나눗셈기호(÷)는 기호 중 하나이다. 주로 나눗셈을 표기할 때 많이 사용된다. 영어명은 '오벨루스' (Obelus)이다.

## 컴퓨터 입력 방법
마이크로소프트 윈도우에서는 숫자패드의 Alt+0247를 누르거나 키보드 배치에 따라 AltGr+⇧ Shift++를 누르면 입력할 수 있다. 한국어 자판에서는 ㄷ+한자를 누르면 나오는 특수문자 입력창에서 여덟 번째 자리에 배정되어 있다. 클래식 맥 OS와 맥OS에서는 ⌥ Option+/를 누르면 입력할 수 있다.
스크린이나 엑스를 쓰는 유닉스 기반 운영체제에서는 컴포즈 키가 있는 경우에 한해, : (쌍점)과 - (붙임표)를 눌러 입력할 수 있으나, 컴포즈 키 자체가 영문 자판에서 주로 찾아볼 수 있어 특정 지역과 세팅에 한정된 입력 방법이다. GTK 기반 응용체제에서 유니코드 코드점으로 입력하는 방법도 있는데, 16진 코드점 (F7)을 소환해 Control+⇧ Shift+U를 누른 다음 return으로 마쳐야 입력이 가능하다.
유니코드 문자에서는 '나눔 기호' (division sign)로 명명되어 있으며 코드점 U+00F7에 배당되어 있다. HTML에서는 &divide;나 &#xF7; (HTML 버전 3.2일 경우), 아니면 &#247;로 인코딩할 수 있다.
LaTeX에서는 \div로 나눗셈기호를 입력할 수 있다.